# Gijsbrecht II van Nijenrode
Gijsbrecht II van Nijenrode ook wel Gysbert of Gizelbertus (ca. 1331 – 3 november 1396) was heer en kastelein van Nijenrode, Velsen, De Poel, Muiden, Waterland, Wulverhorst, prefect van Naarden, erfmaarschalk van Gooiland, baljuw van Kennemerland, Friesland en Nieuburg, Maarschalk van Holland en het Nedersticht en een van de hoofdondertekenaars van de Kabeljauwse verbondsakte, die het begin betekende van de Hoekse en Kabeljauwse twisten.
Hij was een zoon van Gerard Splinter van Nijenrode en Maria Persijn van Velsen.

## Levensloop

### Hoekse en Kabeljauwse twisten
Gerard was in 1350 aanwezig bij de ondertekening van een Kabeljauwse akte, die verandering beoogde in het conservatieve Holland. De ondertekening werd op Gijsbrechts kasteel Nijenrode gedaan en de akte die zoveel teweeg zou gaan brengen zou in beheer van Gijsbrecht worden gehouden. Hij was betrokken bij de ontvoering van de jonge toekomstige graaf Willem V van Holland, die de akteondertekenaars graag als hun graaf wilden hebben. Gijsbrecht kreeg diverse eretitels van Willem V, waaronder veldmaarschalk en meesterridder van de herberg waar de graaf merendeels verbleef in de periode 1350-1352. Van Nijenrode was betrokken bij het Beleg van Geertruidenberg en gezagvoerder bij het beleg van kasteel Brederode in 1351.

### Stichtse conflict
Op 11 november 1355 riep Willem V van Holland de oorlog tegen het sticht uit, dit omdat graaf Willem recht zou hebben op gronden die het Sticht Utrecht in bezit hadden genomen. Tijdens dit conflict zwoer Gijsbrecht trouw aan de Hollandse graaf en nam hij deel aan een kleine veldtocht in het Gooi onder leiding van Jan I van Egmont; de plaats Bunschoten werd geplunderd, waarbij 70 mensen het leven lieten. Aan het begin van het jaar 1356 trok bisschop Jan van Arkel met een onverwachte actie het Gooi binnen en viel Muiden en Weesp aan, twee leeggeplunderde plaatsen achterlatend. Op 14 maart 1356 kreeg Gijsbrecht vanuit Naarden de opdracht een brandschatting te houden in het gebied van de bisschop. Daarbij werd Soest in de as gelegd. Toen hij weg wilde, resulteerde het in de Slag bij Soest tussen de Hollanders en het Sticht Utrecht. In 1358 verzoende Gijsbrecht zich met bisschop Jan van Arkel.
In 1358/59 werd Van Nijenrode verdacht van betrokkenheid bij een aanslag op Reinoud I van Brederode bij Castricum, dit omdat hij eerst baljuw van Kennemerland was geweest en deze titel tot zijn verbittering naar Van Brederode had zien gaan. Van Nijenrode zou daarna gevlucht zijn naar Delft, waarna het beleg van Delft volgde, maar hij wist stiekem te ontsnappen, waarna hij naar Heusden vluchtte, waar hij binnen het slot zijn toevlucht zocht. Andere bronnen beweren dat hij juist aanvoerder was van een ontzettingsleger dat in 1359 het beleg van Heusden moest opbreken; hij kwam echter te laat.

### Bedevaart en laatste jaren
Op 1 februari 1362 vertrok Van Nijenrode op pelgrimstocht naar het Heilige Land met een bezoek aan het heilige graf en de rustplaats van Sint-Katharina en zou tot aan de Sinaïwoestijn gereisd hebben. In 1365 wordt hij weer vermeld als raad van bisschop Jan van Arkel. In 1374 ontstak opnieuw een dispuut tussen Holland en het sticht over de tolgelden over de rivieren Lek en Vecht. Hertog Albrecht van Beieren trok met zijn troepen naar Slot Gildenburg en belegerde het kasteel dat bezet werd onder Gijsbrecht. Na een hevige strijd sloten Albrecht en Gijsbrecht op 1 juni 1374 een akkoord. In de jaren erna komt Gijsbrecht voor in de raad van de hertog Albrecht en lijkt er een soort kameraadschap of verzoening te zijn ontstaan, want Albrecht benoemt hem onder andere tot Maarschalk van Eemland en later tot heer van Wulverstein.
Tussen 1372 en 1392 maakte Gijsbrecht aanspraak op de erfrechten van Waterland van de uitgestorven familietak Persijn aan zijn moederszijde. De graaf van Holland, Albrecht van Beieren, was niet bereid hieraan toe te geven, maar gaf meer toe toen er andere afstammelingen hun recht lieten gelden. Van Nijenrode liet het wapen van Nijenrode vervlechten met dat van Persijn in 1392.
Gijsbrecht huwde met Belia van Arkel-Leyenburg, met wie hij minstens vier kinderen kreeg.
- Otto van Nijenrode (ca. 1368 - 1434), huwde Helwig of Hedwig van Vianen
- Elisabeth of Elsebe van Nijenrode, huwde met Jakob van Zuylen en Nievelt
- Jan van Nijenrode
- Fije van Nijenrode, huwde met Beer van Mombaar

Met een onbekend gebleven vrouw kreeg hij een (door hem erkende) zoon die samen met zijn wettelijke kinderen op kasteel Nijenrode opgroeide:
- Ghijsbrecht Dorland van Nijenrode (geb. 1370 overl. 1455)

Wapen volgens het Wapenboek Beyeren met kwartieren van Persijn